# Coptomia sulcata
Coptomia sulcata är en skalbaggsart som beskrevs av Pouillaude 1918. Coptomia sulcata ingår i släktet Coptomia och familjen Cetoniidae. Inga underarter finns listade i Catalogue of Life.